# Wydawy (powiat rawicki)
Wydawy – wieś w Polsce położona w województwie wielkopolskim, w powiecie rawickim, w gminie Rawicz.
W latach 1975–1998 miejscowość należała administracyjnie do województwa leszczyńskiego.

## Położenie
Wydawy znajdują się około 8 km na południowy wschód od Rawicza. Leżą na Wysoczyźnie Kaliskiej, na prawym brzegu Orli. W pobliżu rzeka Dąbroczna wpada do Orli.

## Etnografia
Wieś zamieszkuje grupa etnograficzna Hazaków (Leśniaków, Lasaków).

## Historia
Stanisław Choiński rozwijał osadnictwo na terenie swego majątku Stwolno karczując Czarny Las i osadzając tam osadników polskich z Śląska, na prawach zagrodników i komorników, darząc ich dla zachęty wolnizną. Na południe od istniejącej już Zielonej Wsi założył wieś Widawy. Miejscowość ta po raz pierwszy wymieniona została w 1648 roku w dokumencie parafii golejewskiej. Miejscowa ludność nazywa ją też Widawą, nazwę tę widocznie przynieśli ze sobą osadnicy z Widawy (spod Wrocławia) nad rzeką Widawą. Koszary widawskie powstały w latach pięćdziesiątych XIX wieku, na miejscu definitywnie wykarczowanego już Czarnego Lasu. Wtedy to Marceli Czarnecki sprzedał resztkę tej szesnastowiecznej puszczy rolnikom z Widaw, którzy przeznaczyli ją na rozbudowę wsi ku południowi i na swe pola: Dębinę, Nowiny i Plany za Orlą, na lewym brzegu tej rzeki. Koszary były to pierwotnie pomieszczenia dla owiec, wypasanych na błotnistych łąkach nad Orlą.
Kolejny raz Widawy wymieniono w 1665 roku, w 1676 występują pod nazwą "Przykały", a w 1680 jako "Przykały seu Widawy".
W okresie Wielkiego Księstwa Poznańskiego (1815-1848) miejscowość wzmiankowana jako Wydawy należała do wsi większych w ówczesnym pruskim powiecie Kröben (krobskim) w rejencji poznańskiej. Wydawy należały do okręgu sarnowskiego tego powiatu i stanowiły część majątku Stwolno, którego właścicielem był wówczas (1846) Marceli Czarnecki. Według spisu urzędowego z 1837 roku Wydawy liczyły 443 mieszkańców, którzy zamieszkiwali 69 dymów (domostw). W skład majątku Stwolno wchodziły także: Sikorzyn, Zielona Wieś oraz polana leśna Wołynie.
Uwłaszczenie chłopów wydawskich zakończono w latach czterdziestych XIX wieku. 
Słownik geograficzny Królestwa Polskiego, Tom XIII, wydany w 1893 roku, wzmiankuje o 
wsi Widawy, leżącej przy granicy z Śląskiem, należącej do parafii Golejewko, mającej 80 dymów i 545 mieszkańców. Zajmowały powierzchnię 198 ha (w tym 152 ha grunty orne i 19 ha łąki). Pod koniec XVIII wieku należała do Gajewskich ze Stwolna, później do hrabiów Czarneckich.
W czasie powstania wielkopolskiego Wydawy opanowane były przez stronę polską. Szersza ofensywa niemiecka na pozycję powstańców mająca miejsce 10 lutego 1919 roku zmieniła ten stan rzeczy tylko na kilka godzin, w czasie których nastąpił rabunek inwentarza i dobytku mieszkańców wioski. W wyniku walk spłonęło kilka gospodarstw. Wielkopolskim Krzyżem Powstańczym uhonorowanych zostało 7 wydawiaków.
Według pierwszego polskiego spisu rolnego z 1921 roku najmniejsze gospodarstwa w powiecie rawickim posiadali chłopi w Wydawach, gdzie na 46 właścicieli gospodarstw średnio na jednego przypadało po 4,2 ha ziemi.
W rozruchach głodowych w Rawiczu zginął 18-letni Władysław Dąbrowicz z Wydaw.
W okresie międzywojennym w miejscowości stacjonowała placówka Straży Granicznej I linii „Wydawy”.

## Układ przestrzenny
Miejscowość zachowała charakterystyczny ulicówkowy układ gęstej zabudowy wzdłuż głównej drogi i rozciąga się na długości około 1 km.

## Komunikacja
Przez wieś przebiega droga powiatowa 5486P Miejska Górka – Wydawy (Miejska Górka – Słupia Kapitulna – Zielona Wieś – Wydawy – gr. woj. wielkopolskiego). Zlokalizowane są tutaj trzy mosty, będące częścią wcześniej wymienionej drogi, z których najdłuższy nad rzeką Orlą ma długość 23,5 m. b..

## Demografia
Stan ludności na dzień 30.06.2014.
| Opis      | Ogółem | Ogółem | Kobiety | Kobiety | Mężczyźni | Mężczyźni |
| --------- | ------ | ------ | ------- | ------- | --------- | --------- |
| Jednostka | osób   | %      | osób    | %       | osób      | %         |
| Wydawy    | 368    | 100    | 191     | 51,90   | 177       | 48,10     |